# Tominanga sanguicauda
Tominanga sanguicauda é uma espécie de peixe, endêmica da Indonésia da família Telmatherinidae.
É uma espécie quase ameaçada, de acordo com a IUCN.